# 凯瑟琳·塔特秀
《凯瑟琳·塔特秀》（The Catherine Tate Show）是一个英国电视喜剧小品，编剧是凯瑟琳·塔特和Aschlin Ditta。凯瑟琳·塔特也在除了一期节目之外的所有节目担任主演。此剧有各种角色。《凯瑟琳·塔特秀》首播于英国广播公司第二台，并通过英国广播公司在全世界播映。2004年播出以来，此节目一共被提名6个英国学术电视奖、两个英国喜剧奖和一个艾美奖。它赢得过两次皇家电视学会、两次British Comedy Awards和一个国家电视奖。